# 屋頂上的提琴手
《屋上的提琴手》（英語：Fiddler on the Roof）是1971年的美國電影，由執導，、主演。

## 演員
- 飾
- 飾
- 飾
- 飾
- 飾

## 外部連結
- 開眼電影網上《屋頂上的提琴手》的資料（繁體中文）
- 豆瓣电影上《屋顶上的小提琴手》的資料 （简体中文）
- 时光网上《屋上的提琴手》的資料（简体中文）
- AllMovie上《屋頂上的提琴手》的资料（英文）
- 爛番茄上《屋頂上的提琴手》的資料（英文）
- Box Office Mojo上《屋頂上的提琴手》的資料（英文）
- TCM电影资料库上《屋頂上的提琴手》的资料（英文）
- 互联网电影数据库（IMDb）上《屋頂上的提琴手》的资料（英文）